# Wilhelm Paschek
Wilhelm Paschek (* 9. Juni 1897 in Heilbrunn/Böhmerwald; † 22. April 1952 in Burgkunstadt) war ein deutscher Politiker (WAV, später DP).
Nach seiner Ausbildung als Lehrer und Landwirt wurde Paschek bei kommunalpolitischen Körperschaften, im Deutschen Kulturbund und im Bund der Kriegsversehrten, Witwen und Waisen in der Tschechoslowakei tätig. 1927 wurde er Delegierter im Landeskulturrat in Prag. 
Nach seiner Vertreibung aus der Tschechoslowakei gründete er den Kreisverband einer Flüchtlingsgruppe in Lichtenfels und schloss sich mit dieser dem Neubürgerbund von Günter Goetzendorff in Bayern an. Paschek gehörte seit der ersten Bundestagswahl 1949 bis zu seinem Tode dem Deutschen Bundestag an. Ursprünglich im Rahmen des Wahlbündnisses WAV/Neubürgerbund gewählt, wechselte er am 28. April 1950 als Hospitant in die DRP-Gruppe, um aber bereits am 30. Januar 1951 zur WAV zurückzukehren. Am 6. Dezember 1951 wechselte er mit der Masse der WAV-Abgeordneten zur DP, der er bis zu seinem Tode angehört hat.